# Immissionsschutz
Unter Immissionsschutz wird in Deutschland die Gesamtheit der Bestrebungen, Immissionen auf ein für Mensch und Umwelt langfristig verträgliches Maß zu begrenzen, zusammengefasst. Im Zusammenhang mit gesetzlichen Umweltschutzvorschriften und darauf beruhenden Maßnahmen werden unter Immissionen „auf Menschen, Wild- und Nutztiere und Pflanzen, den Boden, das Wasser, die Erdatmosphäre, das Klima sowie Kultur- und sonstige Sachgüter einwirkende Luftverunreinigungen, Geräusche, Erschütterungen, Licht, Wärme, Strahlen und ähnliche Umwelteinwirkungen“ verstanden.
Der Begriff Immissionsschutz ist eng mit der Betrachtung vom jeweiligen Schutzobjekt (z. B. den Menschen) aus verknüpft. Nachteilige Einwirkungen werden im Hinblick auf das Schutzobjekt betrachtet, und Schutzmaßnahmen unter dem Gesichtspunkt der möglichen Auswirkungen auf dieses Schutzobjekt ausgewählt. 
Der Immissionsschutz ist Teil des Umweltrechts; die zentrale Rechtsnorm bildet hierbei das Bundes-Immissionsschutzgesetz (BImSchG). Zur Konkretisierung der Betreiberpflichten von genehmigungsbedürftigen Anlagen kann die Bundesregierung weitere Rechtsverordnungen (Bundesimmissionsschutzverordnungen) erlassen (§ 7 BImSchG).  
Das Immissionsschutzrecht ist das zentrale Genehmigungsrecht für die Industrie in Deutschland. 

## Deutschland
In Deutschland werden vom Immissionsschutz folgende Wirkungen durch gesetzlich festgelegte Grenzwerte erfasst:
- Lärm und Erschütterungen (z. B. TA Lärm)
- Luftschadstoffe (z. B. TA Luft)
- Elektromagnetische Felder

Für einige Bereiche und Wirkungen gibt es keine messbaren Grenzwerte, sondern Richtwerte und Empfehlungen. Dies gilt für
- Licht
- Wärme
- Gerüche

Der Immissionsschutz arbeitet mit anderen Bereichen zusammen, wo eine Wechselwirkung offenkundig ist. Dazu gehören
- Gewässerschutz
- Bodenschutz
- Kreislaufwirtschaft
- Abfallwirtschaft

In eng besiedelten Räumen ist eine Zusammenarbeit mit Stadt- und Verkehrsplanern notwendig. Der Immissionsschutz bezieht sich überwiegend auf den Außenbereich von Gebäuden, somit also auch auf die Wohnung. Der Arbeitsschutz und der Gesundheitsschutz werden dagegen überwiegend für Innenräume und die unmittelbare Wirkung am Arbeitsplatz angewandt. Im Sinne des Verursacherprinzips greift der Immissionsschutz in Deutschland über zahlreiche Verordnungen bei Genehmigungen in Produktions- und Wirtschaftsweisen ein und versucht, Wirkungen an der Quelle zu begrenzen, z. B. bei der Verbrennung (siehe Verordnung über kleine und mittlere Feuerungsanlagen und Verordnung über mittelgroße Feuerungs-, Gasturbinen- und Verbrennungsmotoranlagen).

## Europa
Viele gesetzliche Regelungen in Deutschland beruhen auf europaweiten Richtlinien und Verordnungen. Dies gilt vor allem im Bereich Emissionserklärungen, Luftschadstoffe und Lärm. Die Kommission der Europäischen Gemeinschaften hat am 17. Juli 2000 mit der Entscheidung 2000/479/EG den Aufbau eines Europäischen Schadstoffemissionsregisters (EPER) beschlossen, aber die Entscheidung wurde am 16. Mai 2007 für nichtig erklärt. Verordnung (EG) Nr. 166/2006 schuf ein Europäisches Schadstofffreisetzungs- und -verbringungsregister.

## International
Weltweit wird der Schwerpunkt auf Begrenzung der Schadstoffwirkungen an der Quelle gesetzt. Dies ist am Aufbau von Schadstoffemissionsregistern als Forderung aus dem Kapitel 19 der im Juni 1992 auf der Konferenz der Vereinten Nationen für Umwelt und Entwicklung in Rio de Janeiro verabschiedeten Agenda 21 zu erkennen.